# Lista de prêmios e indicações recebidos por The Killers
The Killers é uma banda de rock Americana de Las Vegas, Nevada. A formação aconteceu ao final de 2001, quando Brandon Flowers, Mark Stoermer, e Ronnie Vannucci Jr, responderam a um anúncio de Dave Keuning. Um funcionário da Warner Bros recomendou a banda para a gravadora, sedeada em londres, Lizard King Records, pela qual foram contratados, consequentemente a banda se mudou para o Reino Unido, onde começou a trabalhar no seu álbum de estreia, o Hot Fuss, lançado em 2004, que lhes rendeu 5 indicações ao Grammy Awards e vendeu mais de 5,000,000 de cópias.

## Awards Shows
- Grammys:
  - Indicação: Melhor Álbum de Rock (2005) para Hot Fuss
  - Indicação: Melhor Música de Rock (2005) para "Somebody Told Me"
  - Indicação: Melhor Performance de Rock por uma Dupla ou Grupo com Vocal (2005) para "Somebody Told Me"
  - Indicação: Melhor Performance Pop por uma Dupla ou Grupo com Vocal (2006) para "Mr. Brightside"
  - Indicação: Melhor Performance de Rock por uma Dupla ou Grupo com Vocal (2006) para "All These Things That I've Done"
  - Indicação: Melhor Música de Rock (2007) para "When You Were Young"
  - Indicação: Melhor Trailer de Videoclipe (2007) para "When You Were Young"

Nota: O remix da música "Mr Brightside" também ganhou uma Indicação para Melhor Gravação Remixada, Não-Clássica (2006), por Jacques Lu Cont's Thin White Duke.
- Billboard Music Awards:
  - Indicação: Grupo do Ano (2005)
  - Indicação: Música Digital do Ano (2005) para "Mr. Brightside"
  - Indicação: Artista do Ano de Rock Moderno (2005)

- MTV Video Music Awards:
  - Vencido: Melhor Revelação (2005)
  - Indicação: Melhor Videoclipe (2005) para "Mr. Brightside"
  - Indicação: Melhor Videoclipe de Rock (2005) para "Mr. Brightside"

- MTV Europe Music Awards:
  - Vencido: Melhor Grupo de Rock (2006)

- BRIT Awards
  - Indicação: Melhor Álbum Internacional (2006) para Hot Fuss
  - Indicação: Melhor Grupo Internacional (2006)
  - Vencido: Melhor Álbum Internacional (2007) para Sam's Town
  - Vencido: Melhor Grupo Internacional (2007)

- Shockwaves NME Awards:
  - Vencido: Melhor Banda Internacional (2005)
  - Vencido: Homem Mais Bem-Vestido: Brandon Flowers (2005)
  - Vencido: Homem Mais Sexy: Brandon Flowers (2005)
  - Vencido: Melhor Vídeo (2007) para "Bones"
  - Indicação: Melhor Banda Internacional (2007)
  - Indicação: Melhor Álbum (2007) para "Sam's Town"
  - Indicação: Melhor Faixa (2007)